# Nicole Garcia
Nicole Garcia (Orán, 1946. április 22. – ) César-díjas francia színésznő, filmrendező és forgatókönyvíró.

## Pályafutása
Francia feketelábúak családjában, Joseph Garcia kereskedő és Marie Bergamo lányaként született Franciaország tengerentúli megyéjének legnagyobb telepes városában, Oránban, ahol gyermek- és serdülőkorát töltötte. Az algériai háború lezárása után 1962 áprilisában nem maradhatott szülőhelyén és családjával együtt át kellett települnie az anyaországba. Középiskolai tanulmányait Montpellier-ben fejezte be. Ezt követően előbb Lyonban filozófiai, majd Párizsban színházművészeti tanulmányokat folytatott. Felvételt nyert a francia Nemzeti Drámaművészeti Konzervatóriumba; tehetségét mutatja, hogy 1967-ben magkapta az intézet első díját.
Az első film, amelyben 1967-ben szerepelt, a Des garçons et des filles (Fiúk és lányok) volt, ám a szakma és a nagyközönség Bertrand Tavernier Kezdődjék hát az ünnep! című történelmi filmdrámájának köszönhetően figyelt fel rá 1975-ben. Két évre rá Henri Verneuil választotta ki az Ellenségem holtteste egyik szerepére. Első főszerepét A kérdés című filmben kapta, amelyet azonban levettek a filmszínházak műsoráról, mert elítélte a francia hadsereg által végrehajtott kegyetlenségeket és kínzásokat az algériai háború során. A gavallér megcsalt feleségének karaktere tette igazán népszerűvé; alakításáért 1980-ban megkapta a legjobb mellékszereplőnek járó César-díjat. Jelentőset alakít Alain Resnais Amerikai nagybácsim című filmdrámájában, Claude Lelouch Egyesek és mások című vígjátékában, Pierre Schoendoerffer L'honneur d'un capitaine (Egy százados becsülete), Claude Sautet Főúr!, Claude Miller A kis Lili című drámájában...
Nicole Garcia 1990-ben kezdte filmrendezői karrierjét. Játékfilmjeiben elsősorban az emberi kapcsolatok összetettségét boncolgatja. Jól fogadta a kritika az Un week-end sur deux (Minden második hétvége) (1990) és az Apám életére (1994) filmdrámáit, a közönség körében pedig nagy sikert aratott A Vendôme tér asszonya Catherine Deneuve-vel (1998) és a L'Adversaire (Az ellenség) Daniel Auteuil-jel (2002). A 2006-os cannes-i fesztiválon mutatta be Selon Charlie (Charlie szerint) című drámáját. A francia filmművészet egyik meghatározó alakja, aki mind film- és színházi színésznőként, mind pedig rendezőként jelentős alkotásokkal bír. Ő az egyedüli francia művész, akit pályafutása során hat kategóriában is César-díjra jelöltek.
Számos filmfesztivál zsűritagjának vagy elnökének kérték fel; így többek között 2000-ben Jeremy Irons és Kristin Scott Thomas mellett tagja volt az 53. cannes-i filmfesztivál Luc Besson által elnökölt versenyfilm-zsűrijének; 2011-ben részt vett a 11. Marrakech Nemzetközi Filmfesztivál játékfilmjeinek zsűrizésében, Emir Kusturica oldalán. 2014-ben a 67. cannes-i fesztivál Arany Kamera-zsűrije elnökének kérték fel, 2018-ban pedig a 75. Velencei Nemzetközi Filmfesztiválon Guillermo del Toro zsűrijének volt tagja.
A játékfilmek mellett több szerepet vállalt televíziós alkotásokban és az 1960-as évek óta számos darabban játszott különféle párizsi színházakban. Az általa rendezett filmekben nem szerepel.
Két fiúgyermeke van: Frédéric Bélier-Garcia (1965) színházi rendező és forgatókönyvíró, aki két évesen veszítette el apját, valamint Pierre Rochefort (1981) színész, énekes, Jean Rochefort színész fia.

## Filmjei

### Színésznőként
- 1967 : Des garçons et des filles (r.: Étienne Périer)
- 1967 : Hôtel Racine (r.: Pierre Badel) (tévéfilm)
- 1968 : A csendőr nősül (r.: Jean Girault)
- 1969 : Leonce és Léna  (Léonce et Léna) (r.: Guy Lessertisseur) (tévéfilm)
- 1970 : Au théâtre ce soir : Aux quatre coins (r.: Jean Marsan) (tévéfilm)
- 1971 : Faire l'amour : De la pilule à l'ordinateur (r.: Jean-Gabriel Albicocco)
- 1971 : Madame êtes-vous libre ? (r.: Claude Heymann) (tévéfilm)
- 1974 : La Mort d'un enfant (r.: Jean-Louis Muller) (tévéfilm)
- 1975 : Kezdődjék hát az ünnep! (Que la fête commence) (r.: Bertrand Tavernier)
- 1976 : Ellenségem holtteste (Le Corps de mon ennemi) (r.: Henri Verneuil)
- 1976 : Párbaj (Duelle (une quarantaine)) (r.: Jacques Rivette)
- 1976 : Maigret felügyelő sorozat Maigret aggályai epizódja (r.: Jean-Louis Muller)
- 1976 : Calmos (r.: Bertrand Blier)
- 1976 : A kérdés (La Question) (r.: Laurent Heynemann)
- 1977 : Les Indiens sont encore loin (r.: Patricia Moraz)
- 1978 : A gavallér (Le Cavaleur) (r.: Philippe de Broca)
- 1978 : Az ördöngős fickó (Ce diable d'homme) (r.: Marcel Camus) (televíziós minisorozat)
- 1978 : Aurélien (r.: Michel Favart) (tévéfilm)
- 1978 : Gaston Phébus (r.: Bernard Borderie, Jacques Armand) (televíziós minisorozat)
- 1978 : Un papillon sur l'épaule (r.: Jacques Deray)
- 1979 : Le Mors aux dents (r.: Laurent Heynemann)
- 1979 : Ogro (r.: Gillo Pontecorvo)
- 1980 : Amerikai nagybácsim (Mon oncle d'Amérique) (r.: Alain Resnais)
- 1981 : Egyesek és mások (Les Uns et les Autres)) (r.: Claude Lelouch)
- 1981 : Le Grand Paysage d'Alexis Droeven (r.: Jean-Jacques Andrien)
- 1981 : Mostohaapa (Beau-père)) (r.: Bertrand Blier)
- 1981 : Qu'est-ce qui fait courir David ? (r.: Élie Chouraqui)
- 1981 : Un jour sombre dans la vie de Marine (r.: Josyane Serror) (tévéfilm)
- 1982 : L'Apprentissage de la ville (r.: Caroline Huppert) (tévéfilm)
- 1982 : L'Honneur d'un capitaine (r.: Pierre Schoendoerffer)
- 1983 : Via degli Specchi (r.: Giovanna Gagliardo)
- 1983 : Rendőrgyilkos (À couteau tiré) (r.: Roberto Faenza)
- 1983 : Stella (r.: Laurent Heynemann)
- 1983 : Les Mots pour le dire (r.: José Pinheiro)
- 1983 : Főúr! (Garçon !) (r.: Claude Sautet)
- 1984 : Partenaires (r.: Claude d'Anna)
- 1984 : Szabad szívek (Les Capricieux) (r.: Michel Deville) (tévéfilm)
- 1985 : Nyakunkon a veszély (Péril en la demeure) (r.: Michel Deville)
- 1985 : A negyedik hatalom (Le Quatrième Pouvoir) (r.: Serge Leroy)
- 1986 : Mort un dimanche de pluie (r.: Joël Santoni)
- 1986 : Mariage blanc (r.: Peter Kassovitz (tévéfilm)
- 1986 : Egy férfi és egy nő 20 év múlva (Un homme et une femme : vingt ans déjà) (r.: Claude Lelouch)
- 1986 : Kegyelmi állapot (L'État de grâce) (r.: Jacques Rouffio)
- 1987 : La Lumière du lac (r.: Francesca Comencini)
- 1989 : Outremer (r.: Brigitte Roüan)
- 1991 : Léon Morin, prêtre (r.: Pierre Boutron (tévéfilm)
- 1992 : La Femme de l'amant (r.: Christopher Frank) (tévéfilm)
- 1993 : Az élet apró öröme (Aux petits bonheurs) (r.: Michel Deville)
- 1993 : Un homme à la mer (r.: Jacques Doillon) (tévéfilm)
- 1994 : Jeanne (r.: Robert Mazoyer) (tévéfilm)
- 1995 : Fugueuses (r.: Nadine Trintignant)
- 1995 : A nyolcas faktor (Facteur VIII) (r.: Alain Tasma) (tévéfilm)
- 1999 : Kennedy et moi (r.: Sam Karmann)
- 2001 : Betty Fisher és a többiek (Betty Fisher et autres histoires) (r.: Claude Miller)
- 2002 : Tristan (r.: Philippe Harel)
- 2002 : A kis Lili (La Petite Lili) (r.: Claude Miller)
- 2002 : Marie és Julien története (Histoire de Marie et Julien) (r.: Jacques Rivette)
- 2003 : Les Parents terribles (r.: Josée Dayan) (tévéfilm)
- 2004 : Hagyj békén! (Ne fais pas ça) (r.: Luc Bondy)
- 2004 : Le Dernier Jour (r.: Rodolphe Marconi)
- 2007 : Az élet napos oldala (Ma Place au soleil) (r.: Éric de Montalier)
- 2007 : Les Prédateurs (r.: Lucas Belvaux) (televíziós sorozat)
- 2007 : Fél(ek) a sötétben (r.: Lorenzo Mattotti, Charles Burns) (animációs film, narrátor)
- 2008 : Les Bureaux de Dieu (r.: Claire Simon)
- 2009 : Bancs publics (Versailles Rive-Droite) (r.: Bruno Podalydès)
- 2009 : Plein sud (r.: Sébastien Lifshitz)
- 2011 : Pourquoi tu pleures ? (r.: Katia Lewkowicz)
- 2012 : 38 Témoins (r.: Lucas Belvaux)
- 2013 : Tiszteld anyádat és anyádat! (Tu honoreras ta mère et ta mère) (r.: Brigitte Rouan)
- 2013 : Gare du Nord (r.: Claire Simon)
- 2014 : Entre vents et marées (r.: Josée Dayan) (tévéfilm)
- 2015 : Belles Familles (r.: Jean-Paul Rappeneau)
- 2016 : Apu vagy anyu? 2. (Papa ou Maman 2) (r.: Martin Bourboulon)
- 2017 : De plus belle (r.: Anne-Gaëlle Daval)
- 2017 : La Fin de la nuit (r.: Lucas Belvaux) (tévéfilm)
- 2018 : Capitaine Marleau sorozat Les Roseaux noirs epizódja (r.: Josée Dayan)
- 2018 : Anyák napja (La Fête des mères) (r.: Marie-Castille Mention-Schaar)
- 2019 : Szerelemre kattintva (Celle que vous croyez) (r.: Safy Nebbou)
- 2020 : L'Origine du monde (r.: Laurent Lafitte)
- 2021 : OVNI(s) (r.: Antony Cordier) (televíziós sorozat)
- 2021 : Lupin (r.: Louis Leterrier) (televíziós sorozat)

### Rendezőként, forgatókönyvíróként
- 1986 : 15 août (kisjátékfilm)
- 1990 : Un week-end sur deux
- 1994 : Apám életére (Le Fils préféré)
- 1998 : A Vendôme tér asszonya (Place Vendôme)
- 2002 : L'Adversaire
- 2006 : Selon Charlie
- 2010 : Un balcon sur la mer
- 2014 : Un beau dimanche
- 2016 : Mal de pierres
- 2020 : Lisa Redler (Amants)

## Fontosabb elismerései

### César-díj
- 1980 díj: legjobb mellékszereplő színésznő (A gavallér)
- 1981 jelölés: legjobb színésznő – (Amerikai nagybácsim)
- 1984 jelölés: legjobb színésznő (Les Mots pour le dire)
- 1986 jelölés: legjobb színésznő – (Nyakunkon a veszély)
- 1991 jelölés: legjobb elsőfilm – (Un week-end sur deux)
- 1995 jelölés: legjobb film – (Apám életére)
- 1995 jelölés: legjobb rendező – (Apám életére)
- 1999 jelölés: legjobb film – (A Vendôme tér asszonya)
- 1999 jelölés: legjobb rendező – (A Vendôme tér asszonya)
- 1999 jelölés: legjobb eredeti vagy adaptált forgatókönyv – (A Vendôme tér asszonya)
- 2002 jelölés: legjobb mellékszereplő színésznő – (Betty Fisher és a többiek)
- 2017 jelölés: legjobb film – (Mal de pierres)
- 2017 jelölés: legjobb rendező – (Mal de pierres)
- 2017 jelölés: legjobb adaptáció – (Mal de pierres)

### Egyéb díjak, elismerések
- 1981 : Sant Jordi-díj – legjobb külföldi színésznő – (Amerikai nagybácsim)
- 1985 : Montreali Nemzetközi Filmfesztivál – legjobb színésznő – (A negyedik hatalom)
- 1995 : Avignoni Filmfesztivál – SACD-díj[12] – (Apám életére)
- 2001 : Chicagói Nemzetközi Filmfesztivál – Ezüst Hugó-díj a legjobb színésznőnek[13] – (Betty Fisher és a többiek)
- 2001 : Montreali Filmfesztivál – legjobb színésznő[14] – (Betty Fisher és a többiek)
- 2001 : Montreali Filmfesztivál – FIPRESCI-díj[15] – (Betty Fisher és a többiek)

## Fordítás
- Ez a szócikk részben vagy egészben  a   Nicole Garcia című francia Wikipédia-szócikk ezen változatának fordításán alapul.  Az eredeti cikk szerkesztőit annak laptörténete sorolja fel. Ez a jelzés csupán a megfogalmazás eredetét és a szerzői jogokat jelzi, nem szolgál a cikkben szereplő információk forrásmegjelöléseként.